# 정동영 (배우)
정동영(鄭東永, 1984년 3월 24일~)은 대한민국의 배우이다. 분야는 뮤지컬이며 일본에서 활동 하고 있다.